# Almendras de Abukir
La almendra Aboukir es una variedad de dulces hechos de mazapán relleno de almendra y recubierto de azúcar. Estas almendras se producen en la región de Aboukir en Egipto. El dulce se hace con almendras enteras que se escaldan, luego se asan y se reservan. Más almendras se convierten en una pasta y se colorean en verde o rosa. Se presiona la pasta formando una bola o un óvalo. Tiene la forma de una almendra verde y se rellena con una almendra tostada blanqueada. Luego, el producto se sumerge en jarabe de azúcar caliente y se coloca en papel pergamino para que se seque.